# Hermann-Allmers-Preis
Der Hermann-Allmers-Preis ist nach dem Dichter Hermann Allmers benannt und wird für Heimatforschung verliehen.

## Zur Geschichte
Im Jahre 1957 erhielt der lokalhistorisch tätige Heimatbund „Männer vom Morgenstern“ zur Feier seines 75-jährigen Bestehens ein besonderes Geschenk: Die Stadt Bremerhaven, die Landkreise Wesermünde und Hadeln, sowie die Stadt Cuxhaven stifteten am 25. August den „Hermann-Allmers-Preis für Heimatforschung“ und dotierten ihn mit 2000 DM. Seit dem Jahre 2011 sind der Rüstringer Heimatbund e. V. und der Landkreis Wesermarsch dem Stifterkreis beigetreten. Zurzeit beträgt das Preisgeld 3000 €. Der Preis sollte nach dem Willen der Stifter „eine Auszeichnung für wissenschaftliche Leistungen sein, zugleich auch eine Anerkennung uneigennütziges Schaffen. Er sollte in Angriff genommene Aufgaben fördern, den Nachwuchs anfeuern und neue Mitarbeiter gewinnen“. Der Preis sollte in jedem zweiten Jahr am 11. Februar – dem Geburtstag von Hermann Allmers – an herausragende Heimatforscher vergeben werden. Dieser Stiftung entsprechend ist bis zum heutigen Tage eine lange Reihe von verdienten Personen für archäologische, naturkundliche, genealogische und regionalgeschichtliche Forschungen mit dem Hermann-Allmers-Preis geehrt worden, auch für die Förderung des Niederdeutschen und heimatverbundene Kommunalpolitik.

## Die Preisträger

### Für archäologische Forschung
- 1961: Karl Waller (1892–1963), Lehrer, einer der ersten Preisträger der neben seiner beruflichen Tätigkeit im Raum Duhnen, Sahlenburg und Altenwalde Grabungen durchführte, er trat mit zahlreichen Veröffentlichungen über die Vor- und Frühgeschichte dieses Raums hervor

- Für die langjährige Grabungskampagne, welche die Lebensumstände der Altsachsen auf der Wurt Feddersen Wierde erforschten und eine völlig neues Bild der sozialen und wirtschaftlichen Verhältnisse dieser Germanen in der norddeutschen Küstenregionen zeichneten:
  - 1973: Werner Haarnagel (1907–1984), Archäologe und Geograph
  - 1997: Peter Schmid (1926–2022), Prähistoriker, vom Niedersächsischen Institut für Historische Küstenforschung in Wilhelmshaven

### Für Geschichte in der Region
- Für Forschungsbemühungen um die mittelalterlichen Wurtfriesen und vielfältige andere historische Arbeiten:
  - 1963: Erich von Lehe (1894–1983), Archivar und Historiker
  - 1965: Benno Eide Siebs (1891–1977), Jurist, Beamter und Heimatschriftsteller

- Für Arbeiten zur Stadtgeschichte:
  - 1981: Burchard Scheper (1928–2014), für Arbeiten über die Geschichte von Bremerhaven
  - 1987: Hermann Borrmann (1911–1998), für Arbeiten über die Geschichte um Cuxhaven
  - 1993: Lina Delfs, für Arbeiten über die schiffbare Geeste
  - 1993: Elfriede Bachmann (* 1936), Historikerin, Preisverleihung für wissenschaftliche Tätigkeit in Bremervörde

- Für Kulturpolitische Verdienste im Elbe-Weser-Raum:
  - 1979: Ernst Klemeyer (1904–1992), Jurist und Politiker, Oberkreisdirektor des Landkreises Wesermünde
  - 1985: Gert Schlechtriem (1929–1998), Volkskundler und Museumsdirektor
  - 1995: Jürgen H. Th. Prieß (1929–2016), Oberkreisdirektor der Landkreise Wesermünde und Cuxhaven
  - 2003: Hans-Eckhard Dannenberg (* 1959), Historiker, Geschäftsführer beim Landschaftsverband Stade
  - 2009: Hans-Hinrich Kahrs (* 1956), Autor, langjähriges Engagement für das Plattdeutsche
  - 2015: Jens-Erwin Siemssen und das Theaterensemble Das letzte Kleinod

- Für Verdienste im Rüstringer Heimatbund für seinen ehrenamtlichen Einsatz in der Heimatforschung und Heimatpflege:
  - 2017: Heddo Peters, Vorsitzender und Archivar des Rüstringer Heimatbundes[1]

- Für verdiente Morgensterner für ihren ehrenamtlichen Einsatz für den Heimatbund:
  - 1975: Johann Jacob Cordes (1880–1976), Lehrer, er brachte den Verein über die schwierigen Nachkriegsjahre
  - 1989: Heinrich Egon Hansen, verhalf dem Verein in 24-jährigem Einsatz zu neuer Blüte
  - 1999: Rinje Bernd Behrens (* 1934), Redakteur des Niederdeutschen Heimatblattes und Schriftführer des Vereins

- Für die Arbeit am Projekt zur Erforschung der Geschichte der Deiche und des Deichbaus an Elbe, Weser und Oste:
  - 2019: Michael Ehrhardt (* 1966), Historiker[2]
  - 2019: Norbert Fischer (* 1957), Sozial- und Kulturhistoriker[2]

### Für Stadthistorische Forschung in Bremerhaven
- 2007: Manfred Ernst (* 1943), Bremerhavener Rechtsanwalt, Regionalhistoriker und Fach- und Sachbuchautor, Preisverleihung für stadthistorische Forschungen besonders über Verfolgte in der nationalsozialistischen Zeit
- 2013 Hartmut Bickelmann (* 1948), Historiker und pensionierter Stadtarchivar, er erforschte die neuere Geschichte der Stadt Bremerhaven und war Herausgeber der Jahrbücher der „Männer vom Morgenstern“ von 1997 bis 2012

### Für Pflege der Werke von Hermann Allmers
- 1971: Kurd Schulz (1900–1974), Bibliothekar, Schriftsteller und NS-Aktivist, er brachte 1939 und erneut 1963 sowie 1968 Briefe und Werke von und über Hermann Allmers heraus